# Ōtara River
Der Ōtara River ist ein Fluss in der Region Bay of Plenty auf der Nordinsel von Neuseeland.

## Geographie
Der Ōtara River entsteht durch den Zusammenfluss des Pakiki Stream und Mangakakaho Stream rund 14 km südöstlich von Opotiki. Nach insgesamt 21 km Flussverlauf erreicht der Ōtara River die Kleinstadt Opotiki an ihrer südöstlichen Seite und begrenzt sie bis zur Mündung in den Waioeke River an ihrer östlichen und nördlichen Seite.
Der Ōtara River entwässert ein Gebiet von 350 km² und kommt auf eine Gesamtlänge von 26 km.

## Nutzung
Im Schwemmland des Flusses, den Opotiki Flats, wird das Wasser des Flusses zur Wässerung der Felder verwendet und um die Stadt Opotiki herum lädt das recht klare Wasser zum Baden ein. Angeln ist im gesamten Flussverlauf möglich. Um Überflutungen zu vermeiden, wurde der Fluss eingedeicht.